# 미국의 핵무기 실험 목록

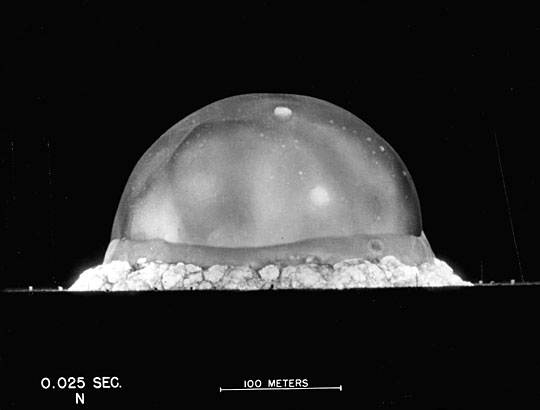
맨해튼 계획의 일부인 트리니티는 최초의 핵폭발이었다.

미국은 핵 군비 경쟁의 일환으로 1945년부터 1992년까지 핵실험을 수행했다. 공식 집계에 따르면 215회의 대기권 및 수중 실험을 포함하여 총 1,054회의 핵실험이 실시되었다.
대부분의 실험은 네바다 핵 실험장(NNSS/NTS), 마셜 제도의 태평양 시험장 또는 태평양의 키리티마티 섬에서 이루어졌으며, 3회는 대서양에서 실시되었다. 10회의 다른 실험은 알래스카주, 네바다주(NNSS/NTS 외부), 콜로라도주, 미시시피주, 뉴멕시코주를 포함한 미국의 여러 장소에서 진행되었다.

## 미국의 핵실험
| 시리즈 또는 연도 | 포함 연도                         | 실험 | 발사된 장치 | 출력 미상 장치 | 평화적 목적 실험 | 비-PTBT 실험 | 출력 범위 (킬로톤) | 총 출력 (킬로톤) | 비고 |
| ---------------- | --------------------------------- | ---- | ----------- | -------------- | ---------------- | ------------ | ------------------ | ---------------- | --- |
| 트리니티         | 1945                              | 1    | 1           |                |                  | 1            | 21                 | 21               | 맨해튼 계획의 일환으로 실시된 최초의 핵무기 실험. 마크 3 팻 맨 설계를 시험함. |
| 크로스로드       | 1946                              | 2    | 2           |                |                  | 2            | 21                 | 42               | 전후 첫 실험 시리즈 |
| 샌드스톤         | 1948                              | 3    | 3           |                |                  | 3            | 18 to 49           | 104              | 오랄로이로 만든 "부양형" 코어의 첫 사용. 마크 4 설계 부품 시험. |
| 레인저           | 1951                              | 5    | 5           |                |                  | 5            | 1 to 22            | 40               | 네바다 핵 실험장에서의 첫 실험. 원래 작전명은 "파우스트 작전"이었다. |
| 그린하우스       | 1951                              | 4    | 4           |                |                  | 4            | 46 to 225          | 398              | 조지 핵 실험은 수소폭탄과 관련된 물리학 실험이었고, 아이템 핵 실험은 최초의 증폭 핵분열 무기였다. |
| 버스터-쟁글      | 1951                              | 7    | 7           |                |                  | 7            | small to 31        | 72               | 병력 기동(Desert Rock exercises)이 수행된 첫 시리즈 |
| 텀블러-스내퍼    | 1952                              | 8    | 8           |                |                  | 8            | 1 to 31            | 104              | |
| 아이비           | 1952                              | 2    | 2           |                |                  | 2            | 500 to 10,400      | 10,900           | "마이크" 핵 실험은 최초의 다중 메가톤급 열핵무기였다. |
| 업샷-노트홀      | 1953                              | 11   | 11          |                |                  | 11           | small to 61        | 252              | Desert Rock V에서 18,000명의 인원이 최대 26.6 REM의 방사선에 노출되었다. 84명은 현재 연간 허용 한도인 5 REM/년을 초과했다. |
| 캐슬             | 1954                              | 6    | 6           |                |                  | 6            | 110 to 15,000      | 48,200           | 브라보 핵 실험은 낙진 피해자를 연구하기 위한 비밀 Project 4.1을 촉발시켰다. 예상 출력보다 250% 초과하여 광범위한 지역에 낙진을 유발했다.                                                                                            |
| 티팟             | 1955                              | 14   | 14          |                |                  | 14           | 1 to 43            | 167              | |
| 위그웜           | 1955                              | 1    | 1           |                |                  | 1            | 30                 | 30               | 2,000 피트 (610 m) 수중 |
| 프로젝트 56      | 1955–1956                         | 4    | 4           |                |                  | 4            | 0 to 0             | 0                | |
| 레드윙           | 1956                              | 17   | 17          |                |                  | 17           | small to 5,000     | 20,820           | "에너지 예산"을 가진 실험. UCRL과 LASL 간의 예산 배정 경쟁이 치열했다. |
| 프로젝트 57      | 1957                              | 1    | 1           |                |                  | 1            | 0                  | 0                | 부적절하게 점화된 폭탄(항공기 추락 등)이 핵폭발을 일으킬 수 있는지 여부를 묻는 최초의 안전성 실험. |
| 플럼밥           | 1957                              | 29   | 29          |                |                  | 25           | 0 to 74            | 345              | CONUS에서 가장 큰 대기권 실험 포함 |
| 프로젝트 58+58A  | 1957                              | 4    | 4           |                |                  | 1            | small to 1         | 1                | 4회의 추가 안전성 실험 |
| 하드택 I         | 1958                              | 35   | 35          |                |                  | 35           | 0 to 9,300         | 35,628           | 오퍼레이션 뉴스릴(Operation Newsreel)이라는 3회의 로켓 부스트 고고도 실험을 포함한 태평양 시험장의 시리즈. |
| 아거스           | 1958                              | 3    | 3           |                |                  | 3            | 2                  | 4                | 보안상의 이유로 아르구스(Argus)로 바뀌기 전에는 오퍼레이션 플로랄(Operation Floral)로도 알려졌다. 남대서양에서 세 가지 무기를 실험하여 자기권에 인공 에너지 벨트를 생성하려 했다.                                                   |
| 하드택 II        | 1958                              | 37   | 37          |                |                  | 24           | 0 to 22            | 46               | 아이젠하워의 핵실험 금지 조치가 1958년 10월 30일에 시작되기 전까지 가능한 모든 실험을 강행하기 위함이었다. "밀레이스 작전"으로 계획되었으나, 과학자 패널이 "하드택 시리즈 이후에는 실험을 중단할 것"을 권고하자 HT II로 변경되었다. |
| 누가             | 1961–1962                         | 44   | 44          |                | 1                | 2            | small to 67        | 357              | 최초의 전 지하 실험 시리즈. 뉴멕시코주 칼즈배드에서 지하 암염돔에서 폭발시킨 최초의 보습 기획 실험인 "놈(Gnome)"이 포함되었다. |
| 선빔             | 1962                              | 4    | 4           |                |                  | 4            | small to 2         | 2                | 도미니크 II 작전이라고도 한다. 휴대용 "데이비 크로켓"을 포함한 소형 전술 핵탄두 실험. 마지막 대기권 실험 시리즈. 선빔의 육군 부분은 아이비 플랫 작전이었다.                                                                         |
| 도미닉           | 1962–1963                         | 31   | 31          |                |                  | 31           | 2 to 9,960         | 34,640           | "프리깃 버드"는 실제 탄두와 "결합"된 미사일의 유일한 운용 실험이었다. 이 시리즈에는 이 문서에서 별도로 분리된 피시볼 작전으로 알려진 세 가지 고고도 실험도 포함되었다.                                                              |
| 피시볼           | 1962                              | 9    | 9           | 4              |                  | 9            | 400 to 1,400       | 2,205            | 도미니크 작전의 고고도 로켓 부분. 로켓이 다양한 이유로 실패하면서 몇 차례의 실패한 실험이 포함되었다. |
| 스토랙스         | 1962–1963                         | 47   | 47          |                | 3                | 1            | 1 to 115           | 585              | |
| 롤러코스터       | 1963                              | 4    | 4           |                |                  | 4            | 0                  | 0                | 저장-운송 안전 실험; 플루토늄 분산 위험 측정. |
| 닙릭             | 1963–1964                         | 41   | 43          |                | 4                |              | small to 249       | 698              | |
| 벳스톤           | 1964–1965                         | 46   | 49          |                | 4                | 1            | small to 51        | 476              | |
| 플린트락         | 1965–1966                         | 47   | 49          |                | 2                |              | small to 365       | 1,891            | |
| 래치키           | 1966–1967                         | 38   | 38          |                | 3                |              | small to 870       | 1,831            | |
| 크로스타이       | 1967–1968                         | 48   | 57          | 5              | 4                | 2            | small to 1,300     | 3,638            | |
| 볼라인           | 1968–1969                         | 47   | 58          |                | 2                | 1            | small to 1,150     | 2,152            | |
| 맨드럴           | 1969–70                           | 52   | 78          | 1              | 2                |              | small to 1,900     | 5,528            | |
| 에머리           | 1970–1971                         | 16   | 24          | 2              |                  |              | small to 220       | 565              | |
| 그로메트         | 1971–1972                         | 34   | 39          |                | 1                |              | small to 4,800     | 5,200            | 알류산 제도 암치트카 섬에서 발사된 5 Mt로 사상 최대의 지하 폭발인 캐니킨이 포함되었다. |
| 토글             | 1972–1973                         | 28   | 35          |                | 1                |              | small to 250       | 958              | |
| 아버             | 1973–1974                         | 18   | 20          |                |                  |              | small to 150       | 274              | |
| 베드록           | 1974–1975                         | 27   | 29          |                |                  |              | small to 750       | 2,840            | |
| 앤빌             | 1975–1976                         | 21   | 21          |                |                  |              | 0 to 1,000         | 5,993            | |
| 풀크럼           | 1976–1977                         | 21   | 24          |                |                  |              | small to 140       | 635              | |
| 크레셋           | 1977–1978                         | 22   | 23          |                |                  |              | 0 to 150           | 1,122            | |
| 퀵실버           | 1978–1979                         | 16   | 16          |                |                  |              | 1 to 140           | 717              | |
| 틴더박스         | 1979–1980                         | 14   | 14          |                |                  |              | 1 to 140           | 452              | |
| 가디언           | 1980–1981                         | 14   | 14          |                |                  |              | 1 to 140           | 322              | |
| 프라이토리언     | 1981–1982                         | 19   | 20          |                |                  |              | 1 to 140           | 938              | |
| 팔랑스           | 1982–1983                         | 18   | 19          |                |                  |              | 1 to 143           | 365              | |
| 퓨질리어         | 1983–1984                         | 16   | 16          |                |                  |              | small to 150       | 521              | |
| 그레나디어       | 1984–1985                         | 16   | 16          |                |                  |              | 3 to 150           | 670              | |
| 채리어티어       | 1985–1986                         | 16   | 16          |                |                  |              | small to 140       | 549              | |
| 머스킷티어       | 1986–1987                         | 14   | 16          |                |                  |              | 3 to 150           | 970              | |
| 터치스톤         | 1987–1988                         | 13   | 15          |                |                  |              | 2 to 150           | 696              | |
| 코너스톤         | 1988–1989                         | 11   | 17          |                |                  |              | 1 to 150           | 436              | |
| 아쿠아덕트       | 1989–1990                         | 10   | 13          |                |                  |              | small to 150       | 426              | |
| 스컬핀           | 1990–1991                         | 7    | 9           |                |                  |              | 2 to 140           | 478              | |
| 줄린             | 1991–1992                         | 7    | 9           |                |                  |              | small to 100       | 172              | 포괄적 핵실험 금지 조약 협상으로 중단된 마지막 실험 시리즈 |
| 합계             | 1945년 7월 16일 ~ 1992년 9월 23일 | 1032 | 1132        | 12             | 27               | 231          | 0 to 15,000        | 196,552          | 총 국가 출력은 모든 핵실험의 36.3%이다. |

1. ↑  핵분열 또는 핵융합 폭발 가능성이 있는 모든 실험을 포함하며, 전투 사용, 단독 실험, 살보 실험, 제로 출력 실패, 안전 실험, 사고로 무력화되었으나 발사될 의도가 있었던 폭탄도 포함한다. 수소핵 실험 및 미임계 실험, 그리고 이후 성공적으로 발사된 장치의 오작동은 포함하지 않는다.
2. ↑  1963년 부분적 핵실험 금지 조약을 위반했을 대기권, 우주 또는 수중 실험의 횟수. 위반했어야 할 일부 "평화적 목적" 크레이터링 실험은 항의를 받았고, 나중에 조용히 중단되었다.
3. ↑  "Small"은 0보다 크지만 0.5 kt 미만의 값을 의미한다.
4. ↑  일부 출력은 "< 20 kt"와 같이 설명되며, 이 경우 숫자 값의 절반, 즉 이 예시에서는 10k로 계산된다. "알 수 없는 출력"은 총합에 추가되지 않는다.

## 타임라인
미국의 대기권 핵무기 실험 그래픽 타임라인

## 내용주
1. ↑  아래 표와 공식 보고서 간의 불일치에는 실제로 NTS에서 영국이 수행한 28회의 실험, 피시볼 작전에서 중단된 4회의 실험, 한 축에서 낮추는 도중 고장 나 폐기된 앤빌/페닌슐라 실험, 그리고 살보 실험의 조약 정의에 따르기보다는 대중에게 설명될 때 두 개의 열거된 실험으로 처리된 5회의 살보 실험이 포함된다.